# Helicopis obidonus
Helicopis obidonus är en fjärilsart som beskrevs av Le Moult 1939. Helicopis obidonus ingår i släktet Helicopis och familjen Riodinidae. Inga underarter finns listade i Catalogue of Life.